# Ticheville
Ticheville ist eine französische Gemeinde mit 195 Einwohnern (Stand: 1. Januar 2022) im Département Orne in der Region Normandie. Sie gehört zum Kanton Vimoutiers und zum Arrondissement Mortagne-au-Perche.
Nachbargemeinden sind Vimoutiers und Canapville im Nordwesten, Pontchardon im Norden, Avernes-Saint-Gourgon im Nordosten, Le Bosc-Renoult im Osten, Sap-en-Auge im Südosten, Neuville-sur-Touques im Süden, Roiville im Südwesten und Guerquesalles im Westen.

## Bevölkerungsentwicklung
| Jahr      | 1962 | 1968 | 1975 | 1982 | 1990 | 1999 | 2008 | 2015 |
| --------- | ---- | ---- | ---- | ---- | ---- | ---- | ---- | ---- |
| Einwohner | 318  | 310  | 236  | 213  | 199  | 224  | 223  | 213  |

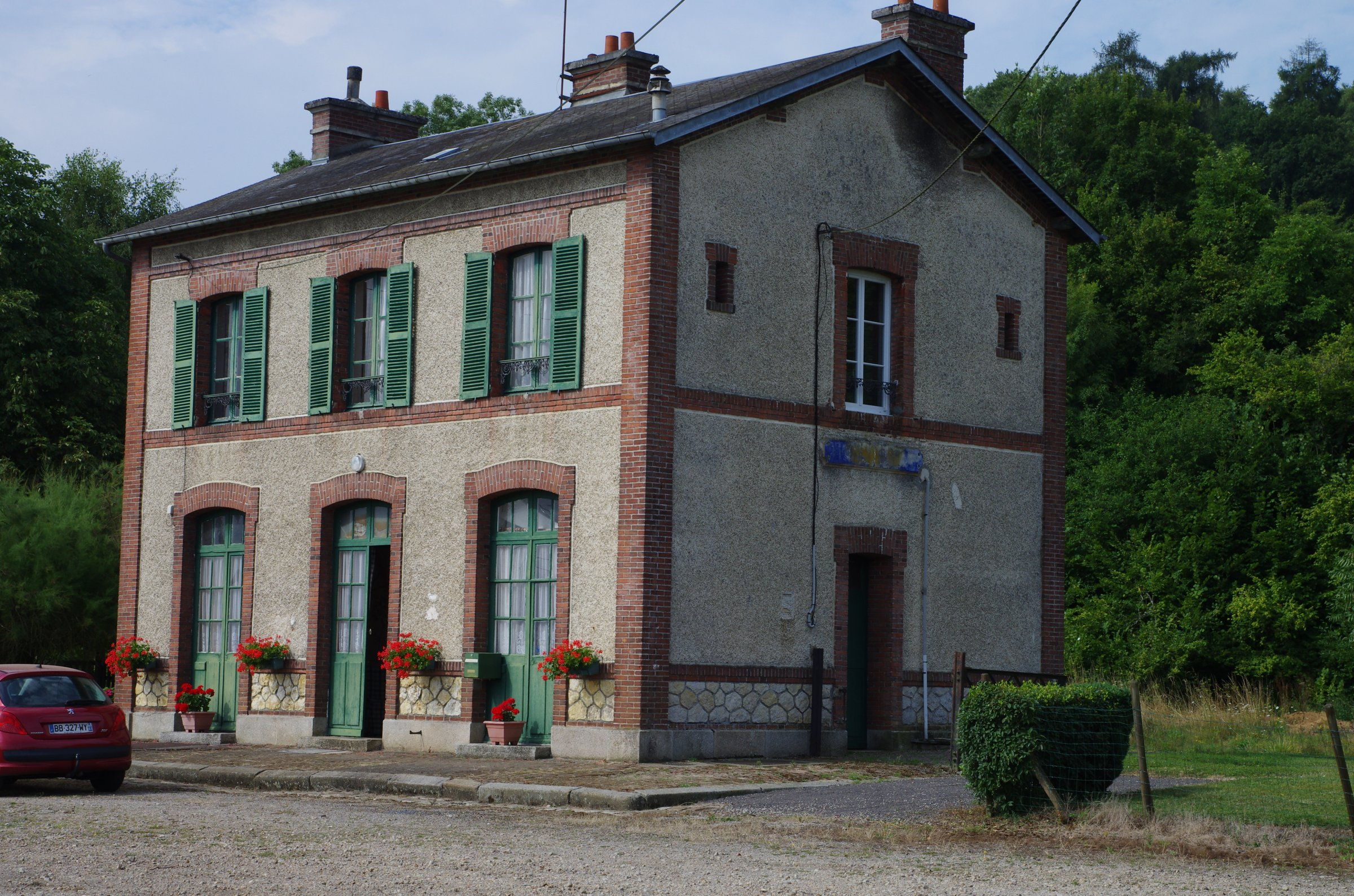
Ehemaliges Bahnhofsgebäude
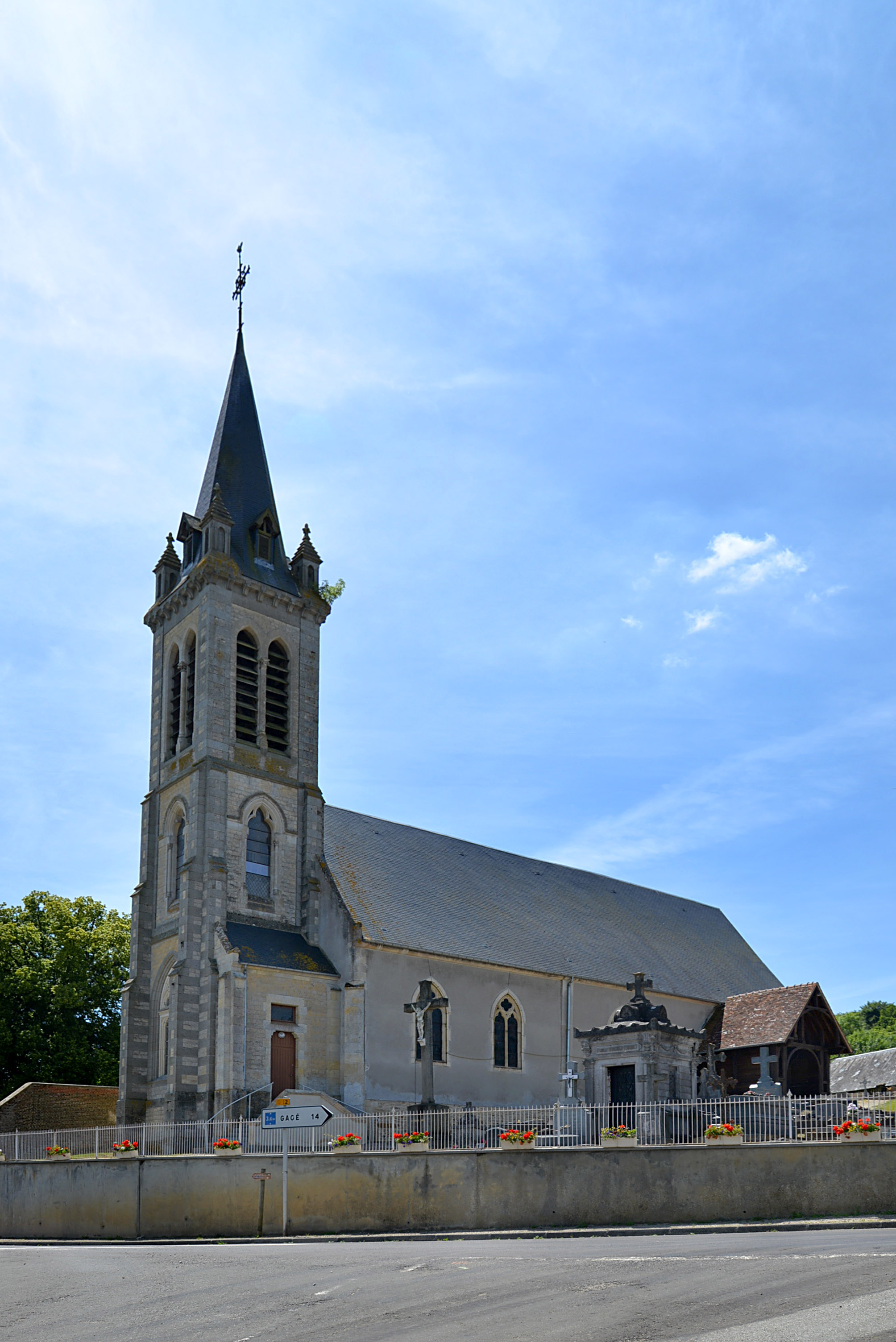
Kirche Saint-Pierre
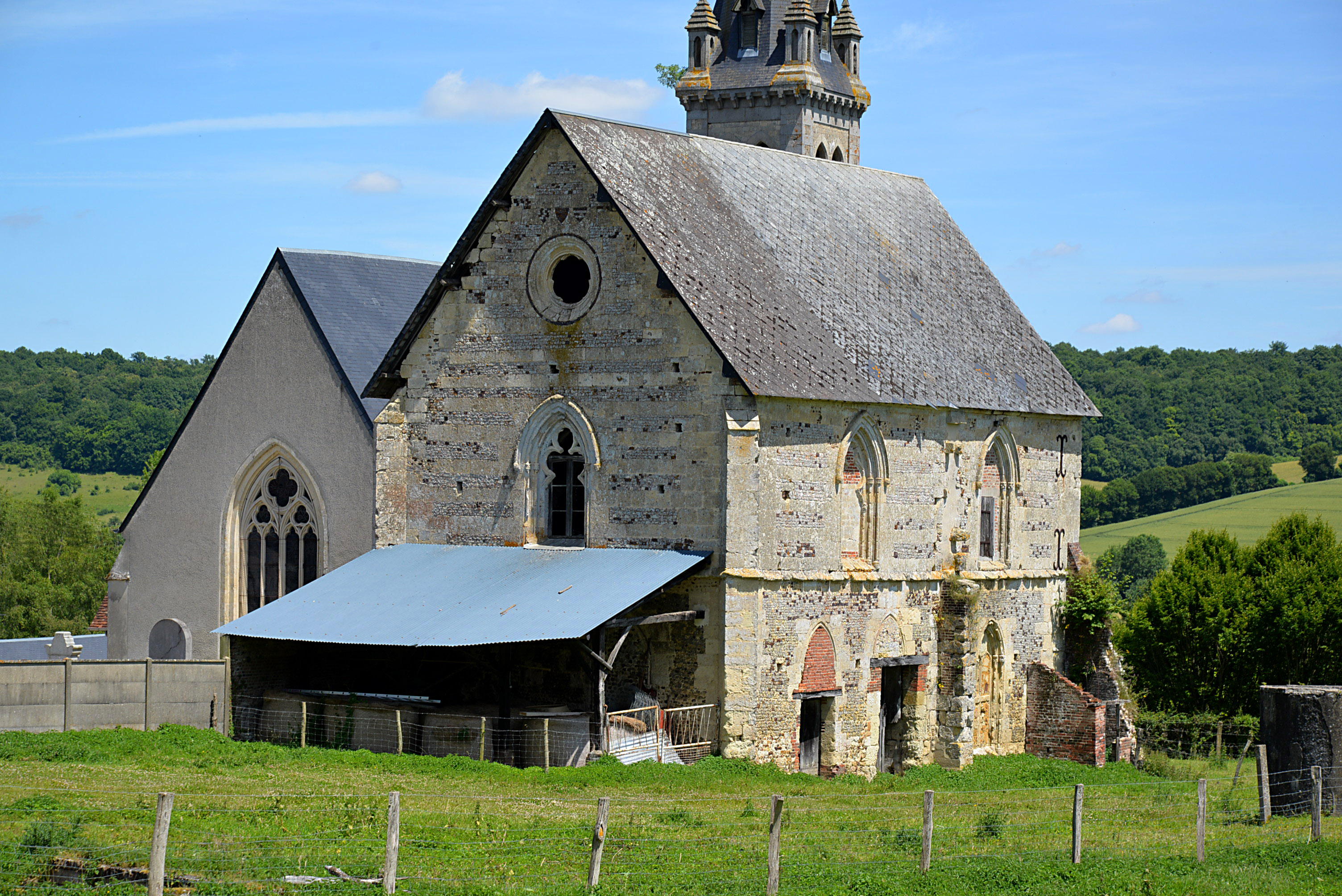
Kapelle des ehemaligen Priorats

## Söhne und Töchter der Gemeinde
- Jean Baptiste Alphonse Dechauffour de Boisduval (1799–1879), Arzt, Botaniker und Entomologe